# Sport-Club Zofingen
Lo Sport-Club Zofingen è una società calcistica svizzera, con sede a Zofingen, nel Canton Argovia.
Fondata nel 1899, attualmente milita nella Seconda Lega interregionale, campionato di quinta divisione.

## Palmarès

### Competizioni interregionali
- Seconda Lega interregionale: 2

2001-2002 (gruppo 3), 2017-2018 (gruppo 5)

### Altri piazzamenti
- Seconda Lega interregionale:

Secondo posto: 2016-2017 (gruppo 4)
Terzo posto: 2015-2016 (gruppo 3)